# Hörsne
Hörsne är en småort i Gotlands kommun i Gotlands län och kyrkby i Hörsne socken. Småorten omfattar 10 hektar och här redovisade SCB 55 invånare vid avstämningen år 2010.
I Hörsne ligger Hörsne kyrka.